# Du store Gud? Hur religionen förgiftar allt
Du store Gud? Hur religionen förgiftar allt (originaltitel: God is Not Great: How Religion Poisons Everything) är en  bok av författaren och journalisten Christopher Hitchens där han kritiserar religion.
I boken hävdar Hitchens att organiserad religion är "våldsam, irrationell, intolerant samt bunden med rasism, tribalism, trångsynthet, investerad i okunnighet, fientlig mot fri forskning, föraktfull mot kvinnor och förtryckande mot barn" samt sekteristiskt, och att det därför "borde ha en hel del på sitt samvete." Hitchens stöder sin position med en blandning av personliga berättelser, dokumenterade historiska anekdoter och kritisk analys av religiösa texter. Hans kommentar är främst inriktad på de abrahamitiska religionerna, men berör också andra religioner, såsom hinduism och buddhism. Boken utgavs 2007 på engelska och släpptes 2008 på svenska på Fri Tanke förlag. Den publicerades av Atlantic Books i Storbritannien som God Is Not Great: The Case Against Religion.